# Provincia di Pachitea
La provincia di Pachitea è una provincia del Perù, situata nella regione di Huánuco.

## Geografia antropica

### Suddivisioni amministrative
È divisa in 4 distretti:
- Chaglla
- Molino
- Panao
- Umari